# Mese sinodico
Il mese sinodico, altrimenti detto lunazione, rivoluzione sinodica o mese lunare, è il tempo che impiega la Luna per riallineare nuovamente la sua posizione con il Sole e la Terra dopo aver compiuto una rivoluzione intorno a quest'ultima: si può anche definire come il tempo che intercorre tra un novilunio e quello successivo. 
Il termine "sinodico" deriva dal latino synodicum, a sua volta ricavato dal greco synodikós, derivazione di synodos ('riunione'): esso indica quindi l'allineamento (o congiunzione) tra due o più astri come avviene nel nostro caso tra Sole, Luna e Terra. 

## Durata
La durata di un mese sinodico è variabile a causa delle irregolarità del moto lunare ed è minima in occasione del solstizio d'estate (29 giorni 6 ore 28 minuti e 48 secondi, cioè 29,27 giorni) e massima nei pressi del solstizio d'inverno (29 giorni 20 ore 9 minuti e 36 secondi, cioè 29,84 giorni). La durata effettiva di una lunazione, perciò, varia in un intervallo di circa 7 ore in eccesso o in difetto rispetto alla durata media. 
La durata media del mese sinodico è di 29 giorni 12 ore 44 minuti e 2,9 secondi (quasi 29,53059 giorni). Essa cresce molto lentamente nel tempo: in epoca storica è sempre stata superiore a 29,53058 giorni).
La durata del mese lunare era nota con notevole precisione sin dall'antichità. Il modo più semplice di calcolarlo consisteva nell'osservare i cicli delle eclissi, cioè il numero di anni trascorsi prima che una eclisse si verificasse nuovamente nella stessa regione del cielo. Gli astronomi babilonesi si accorsero che ciò poteva avvenire dopo 235 lunazioni (e ciò diede origine al ciclo metonico di 19 anni) e successivamente scoprirono che 225 anni erano circa uguali a 2783 lunazioni. Con questi ultimi valori il mese sinodico può essere calcolato con un errore inferiore a un millesimo di giorno.

## Differenza col mese siderale
Il mese sinodico non va confuso con il mese siderale (o "sidereo"): quest'ultimo è il tempo medio che impiega la Luna a ruotare attorno alla Terra per 360°, cioè per un'intera orbita rispetto alle stelle fisse. Il termine sidereo, o siderale, proviene dal latino sidereum e significa 'stellare': infatti dire che la Luna ruota di 360° intorno alla Terra è equivalente a dire che essa torna a riallinearsi con la Terra e con una stella fissa. In altri termini, mentre il mese sinodico considera il riallineamento della Luna con la Terra e il Sole, il mese sidereo considera il riallineamento della Luna con la Terra e una stella fissa. La sua durata è di 27 giorni 7 ore 43 minuti e 12 secondi.
La differenza temporale tra il mese sinodico e quello siderale trae origine dal fatto che mentre la Luna ruota intorno alla Terra, anche la coppia Terra-Luna gira intorno al Sole. Se la Terra non ruotasse intorno al Sole ma stesse ferma rispetto ad esso, allora il mese sinodico e quello sidereo coinciderebbero. Ma la Terra si muove intorno al Sole di quasi 1° al giorno (360°/365 giorni l'anno fornisce appunto ~1° al giorno) e quindi nei 27 giorni e oltre del mese siderale la Terra (e di conseguenza anche la Luna) si sposta di circa 27°. Per riallinearsi nuovamente al novilunio, la Luna deve ruotare di 360° +27° + altri 2° perché mentre essa percorre gli ulteriori 27°, la Terra, anche se di poco, si è ulteriormente spostata.
In definitiva, mentre nel mese sidereo la Luna deve ruotare intorno alla Terra di 360°, nel mese sinodico essa deve ruotare di circa 389°: da qui la diversa durata del mese che è di 27 giorni nel primo caso e di 29  giorni nel secondo.

## Mese sinodico e anno lunare
Dodici mesi sinodici medi formano un anno lunare pari a 354 giorni, 8 ore e 48 minuti.
Dato che l'anno lunare di calendario deve necessariamente durare un numero intero di giorni, l'anno lunare ordinario deve essere abbreviato a 354 giorni e circa ogni tre anni, invece, occorre aggiungere un giorno per riallineare l'inizio del mese con il novilunio. La durata dell'anno lunare è perciò più corta dell'anno solare (anno tropico) di circa 10,87 giorni, che possono essere arrotondati a 10 o a 11. 
Si osservi, inoltre, che 30 anni lunari sono esattamente 10631 giorni, senza minuti di scarto. Nell'arco di questi 30 anni si devono verificare esattamente 19 anni di 354 giorni e 11 anni di 355 giorni. Il calendario islamico tabulare utilizza proprio questo ciclo, ma vi sono piccole differenze nelle modalità di intercalazione proposte dagli astronomi arabi, benché in ogni caso fra due anni di 355 giorni occorra intercalare per otto volte due anni ordinari e per sole tre volte un solo anno.

## Calendari
I calendari lunari sono quei calendari che si basano sul mese sinodico: essi hanno mesi di 29 e 30 giorni alternativamente, il che comporta un anno di 354 giorni. Un esempio di calendario lunare è il calendario islamico dell'egira.
I calendari solari invece si basano sull'anno solare (o anno tropico), che ha una durata di circa 365 giorni. Esempi di calendari solari sono il calendario giuliano, elaborato su disposizione di Giulio Cesare nel 46 a.C. e il calendario gregoriano che, voluto da Papa Gregorio XIII nel 1582, è un perfezionamento del calendario giuliano. Il perfezionamento consisteva nel fatto che, mentre il calendario giuliano dichiarava bisestili tutti gli anni divisibili per quattro, il calendario gregoriano continuava a fare altrettanto con l'eccezione degli anni centenari (1600, 1700, ecc.) che per poter essere ancora considerati tali dovevano essere divisibili per 400. Di conseguenza, il 1700, divisibile per 4 ma non per 400, sarebbe stato bisestile in base al calendario giuliano, ma non lo è più stato dopo l'introduzione del calendario gregoriano. 
Esistono infine i calendari lunisolari come quello ebraico, sincroni sia con l'anno solare sia con il mese sinodico. Si tratta di un calendario lunare con anni comuni di 354 giorni e quindi più corto di 11 giorni rispetto a quello solare: per "allungare" il calendario lunisolare, così da metterlo al passo con quello solare, si effettua il cosiddetto "embolismo" (termine di origine prima greca e poi latina con il significato di 'intercalazione') di un tredicesimo mese sinodico in determinati anni denominati per l'appunto anni "embolismici". L'intercalazione avviene sette volte entro un ciclo di 19 anni (cfr. Ciclo metonico), proprio perché la differenza fra anno solare e anno lunare è pari a sette diciannovesimi di mese sinodico.